# Копршивнице
Копршивнице (чеш. Kopřivnice [ˈkopr̝̊ɪvɲɪtsɛ]), раннее — Нессельсдорф (нем. Nesselsdorf) — город в Моравскосилезском крае Чехии. Население — 21,6 тысячи человек (2021 г.). Город славится по всей Чехии заводом «Татра».
Под городом много сёл, самое знаменитое из них — Завишице.

## История
Первые поселения на месте города датируются Каменным веком. Первое документальное упоминание населённого пункта Копршивнице относится к 5 октября 1621 года, в связи с набегом валахов. Поселение было восстановлено в июне 1695 года. В 1853 году Игнац Шустала наладил в Копршивнице производство бричек и колясок. Это производство в дальнейшем переросло в машиностроительную компанию Tatra. В 1910 году поселение получило статус посёлка, в 1948 году — города. К 1971 году население города достигло 11,3 тыс. человек. 

## Экономика
Основу экономики города составляет автомобильный завод Tatra. В городе расположен также филиал компании FAVEA.

## Достопримечательности

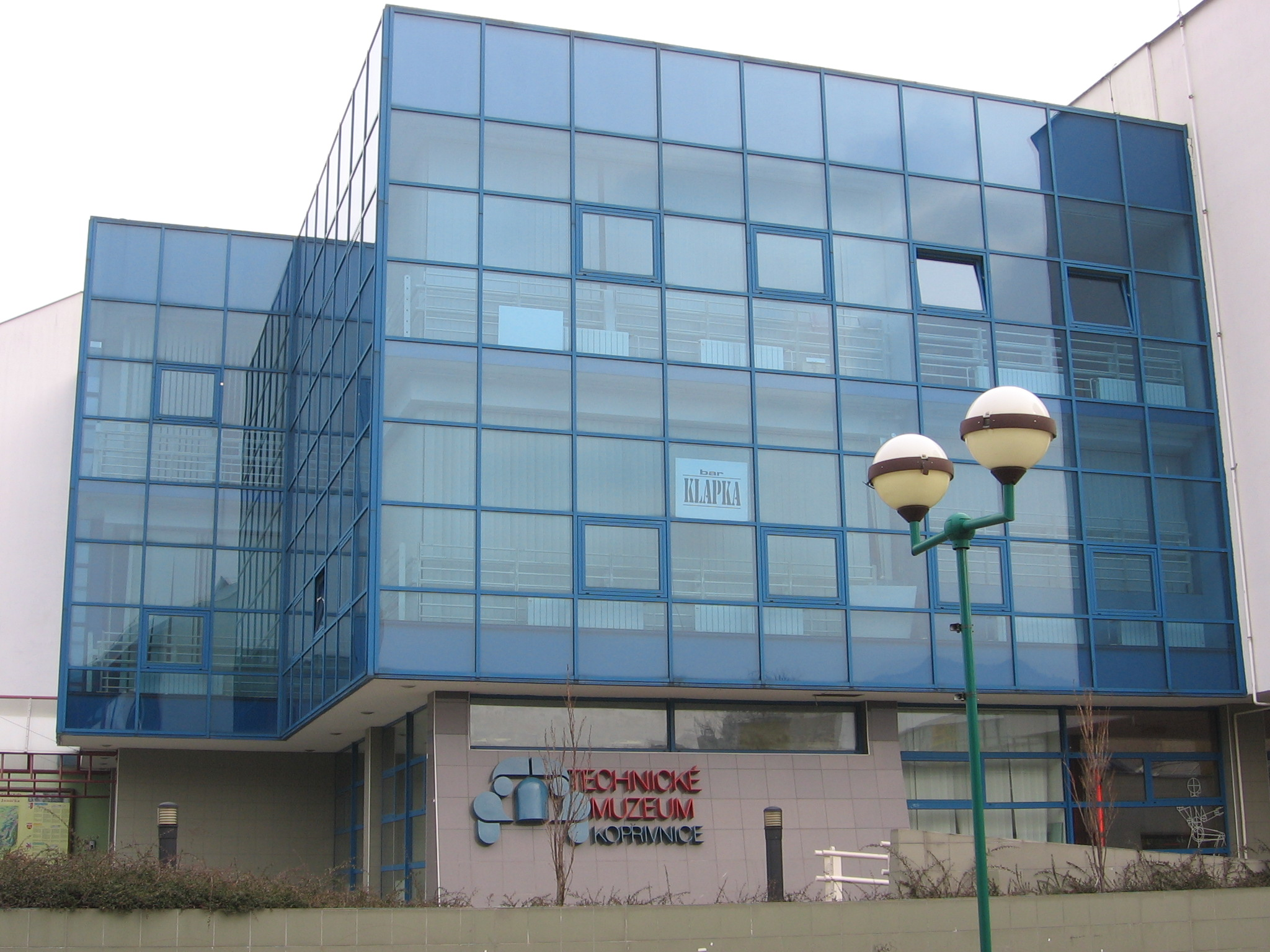
Технический музей Tatra

Несмотря на то, что многие исторические здания были снесены в 60-70-е годы XX века, некоторые исторические строения сохранились. Одним из старейших зданий Копршивнице является резиденция бурмистров, точная дата строительства которого неизвестна. В настоящее время в здании располагается краеведческий музей. Примечателен также псевдоготический собор святого Варфоломея 1894 года постройки. Также в саду Эдварда Бенеша расположены две виллы семьи Шустала (конец XIX века). В одной из них располагается музей изделий из глины и работ художника Зденека Буриана. Помимо этого в Копршивнице располагается технический музей Tatra.

## Население
| Год  | Численность | Численность |
| ---- | ----------- | ----------- |
| 1869 | 3090        | [ 8 ]       |
| 1880 | 3193        | [ 8 ]       |
| 1890 | 3833        | [ 8 ]       |
| 1900 | 5309        | [ 8 ]       |
| 1910 | 6396        | [ 8 ]       |
| 1921 | 7071        | [ 8 ]       |
| 1930 | 7276        | [ 8 ]       |
| 1950 | 7829        | [ 8 ]       |
| 1961 | 9689        | [ 8 ]       |
| 1970 | 10 538      | [ 2 ]       |
| 1980 | 19 044      | [ 8 ]       |
| 1991 | 24 102      | [ 8 ]       |
| 2014 | 22 597      | [ 9 ]       |
| 2016 | 22 273      | [ 10 ]      |
| 2017 | 22 237      | [ 11 ]      |
| 2018 | 22 091      | [ 12 ]      |
| 2019 | 21 949      | [ 13 ]      |
| 2020 | 21 851      | [ 14 ]      |
| 2021 | 21 657      | [ 15 ]      |
| 2022 | 21 395      | [ 16 ]      |
| 2023 | 21 669      | [ 17 ]      |
| 2024 | 21 604      | [ 18 ]      |
| 2025 | 21 374      | [ 4 ]       |

## Города-побратимы
- Кастильоне-дель-Лаго, Италия
- Мышкув, Польша[19]
- Трапп[вд], Франция